# بيل هوكس
غلوريا جين واتكينز (بالإنجليزية: Gloria Jean Watkins)‏ (من مواليد 25 سبتمبر 1952)، المعروفة بالاسم المستعار بيل هوكس،  هي كاتبة، نسوية، وناشطة اجتماعية أمريكية. اسم «بيل هوكس» مشتق من أن لها جدة رائعة تسمى، بيل بلير هوكس.
قد ركزت بيل على كتابة في موضوعات السنانير حول تقاطع العرق، والرأسمالية، والمساواة بين الجنسين، وما وصفته قدرتها على إنتاج وإدامة أنظمة القمع والهيمنة الطبقية. وقد نشرت أكثر من 30 كتاب والعديد من المقالات العلمية، وظهرت في أفلام وثائقية، وشاركت في المحاضرات العامة. في المقام الأول من خلال منظور ما بعد الحداثة، وقالت انها عالجت العرقية، والطبقية، والمساواة بين الجنسين في التعليم، والفن، والتاريخ، والحياة الجنسية، وسائل الإعلام، والنسوية.
في عام 2014، أسست معهد جرس السنانير في كلية بيريا في بيريا، كنتاكي.